# 87 TCN
Năm 87 TCN là một năm trong lịch Julius. 